# Krishome Września
Krishome Września – polski męski klub siatkarski (jednosekcyjny) z siedzibą we Wrześni. Od sezonu 2023/2024 występujący w II lidze w piłce siatkowej.

## Historia
Pierwsze oficjalne zgłoszenie drużyny siatkarskiej miało miejsce w roku 1956. Dokonał tego Stanisław Rodowski, mieszkaniec Miłosławia, reprezentant drugoligowej Gwardii Białystok.
- 1956-1960 - nazwa Orlik Miłosław rozgrywki B klasy odbywały się w sali gimnastycznej LO we Wrześni.
- 1960 -  ze względów finansowych przy gospodarstwie rolniczym powstaje Orlik Bugaj. Trenerem i zawodnikiem zostaje wrześnianin Roman Bednarek.
- 1962-1963 - awans do II ligi mężczyzn w piłce siatkowej
- 1963-1964 - po zaciętej walce nie udaje się pozostać na drugoligowych salonach. Równocześnie drużyna bierze udział w rozgrywkach trójek, ranga Mistrzostw Polski w których dochodzą do półfinału.
- 1972 -  powstaje MKS Września trenerem zostaje Ryszard Tuszyński, który rozpoczyna pracę z młodzieżą  przy Zespole Szkół Mleczarskich .Na szczeblu juniorskim osiągają liczne sukcesy. Jednym z większych jest  ósme miejsce w Mistrzostwach Polski w kategorii junior młodszy w roku 1994. W Zespole Szkół Zawodowych pracę z młodzieżą prowadzi trener Kazimierz Krawczyk. Przez wszystkie lata młodzi zawodnicy startują w rozgrywkach A klasy.
- 1983-1984 - powstaje sekcja siatkówki męskiej przy Victorii Września, która  bierze udział w rozgrywkach A klasy i  zdobywa pierwszego miejsce. Następnie po barażach awansują do trzeciej ligi .
- 1995 -  dzięki wielkiemu zaangażowaniu działaczy Pawła Szczepaniaka i Tadeusza Muzolfa na bazie młodzieży szkolnej powstaje Tonsil Września. Trenerem zostaje Ryszard Tuszyński.
- 1999 -  odbywa się z udziałem Tonsilu Września turniej w Wołowie o wejście do drugiej ligi. Niestety zajmują trzecie miejsce i nie awansują. Następna próba w 2000 roku w Bełchatowie również trzecie miejsce. W 2001 roku  kolejny raz stajemy przed szansą awansu niestety zabrakło szczęścia.
- 2001 - zmiana nazwy klubu i zarządu. Powstaje Progress Września z prezesem Andrzejem Bandoszem. Zespół za sprawą wolnego miejsca gra w drugiej lidze zajmując X miejsce -  trenerzy Jarosław Grępka, Daniel Więcek.
- 2002/2003 - ponownie Progress Września w drugiej lidze zajmuje X miejsce i spadek do trzeciej ligi.
- 2005/2006 - nadal młodzież prowadzi rozgrywki w lidze trzeciej zajmując I miejsce bez awansu.
- 2006/2007 - ponownie I miejsce i awans do III ligi.
- 2007/2008 - za sprawą sponsora strategicznego pierwszy zespół otrzymuje nazwę Krispol[1] Września. Pomoc w organizacji i finansowaniu klubu Progress Września w rozgrywkach III ligi przynosi efekt. Zespół zajmuje I miejsce w lidze i w drodze dwustopniowych baraży uzyskuje awans do II ligi.
- 2008/2009 – druga liga X miejsce
- 2009/2010 – druga liga VI miejsce – trener Krzysztof Wójcik.
- 2013/2014 - po wycofaniu się drużyny KS Milicz, Krispol Września uzyskuje awans do I ligi
- 2022/2023 - pierwsza liga miejsce XIV - spadek do II ligi
- 2023/2024 - druga liga VI miejsce

## Sukcesy
Mistrzostwo I ligi:
- 2018, 2019

## Kadra 2023/2024
- Trener: Marian Kardas
- Kapitan: Patryk Ligocki

| Nr | Imię i nazwisko       | Pozycja      |
| -- | --------------------- | ------------ |
| 2  | Adrian Andruszkiewicz | przyjmujący  |
| 3  | Igor Więcek           | libero       |
| 5  | Jakub Szarek          | rozgrywający |
| 7  | Oskar Laskowski       | środkowy     |
| 8  | Maciej Jakubowski     | środkowy     |
| 9  | Jędrzej Ziółkowski    | atakujący    |
| 10 | Marek Subocz          | przyjmujący  |
| 11 | Patryk Szymański      | środkowy     |
| 13 | Hubert Chudziak       | przyjmujący  |
| 18 | Patryk Ligocki        | libero       |
| 23 | Dominik Rakowski      | atakujący    |
| 34 | Ziemowit Stach        | rozgrywający |
| 77 | Jakub Rząca           | przyjmujący  |
| 99 | Marcin Iglewski       | atakujący    |